# Dortmund-Hörde (stacja kolejowa)
Dortmund Hörde – stacja kolejowa w Dortmundzie, w dzielnicy Hörde, w kraju związkowym Nadrenia Północna-Westfalia, w Niemczech. Znajdują się tu 2 perony.